# Zheng Yuxiu
Artykuł ten został zgłoszony do umieszczenia na stronie głównej w rubryce „Czy wiesz”.
Pomóż nam go sprawdzić: oceń zgłoszoną nominację.
Zheng Yuxiu (chiń. upr. 郑毓秀; chiń. trad. 鄭毓秀; pinyin Zhèng Yùxiù; Wade-Giles Cheng Yü-hsiu; ur. 20 marca 1891 w Bao’an, zm. 16 grudnia 1959 w Los Angeles) – chińska prawniczka i polityczka. Członkini chińskiej delegacji na konferencję pokojową w Paryżu w latach 1919–1920, jedna z dwóch pierwszych kobiet (wspólnie z Song Meiling) mianowanych do Izby Ustawodawczej Chin, w której zasiadała od jej powołania w 1928 roku oraz pierwsza kobieta na stanowisku sędziowskim w historii współczesnej Chin.

## Życiorys

### Młodość, edukacja oraz kariera zawodowa i polityczna
Zheng urodziła się 20 marca 1981 w Bao’an w prowincji Guangdong. Jej dziadek był właścicielem ziemskim w okolicy Hongkongu. Jej ojciec był urzędnikiem skarbowym w administracji państwowej.
Wczesne lata dzieciństwa spędziła w Kantonie, gdzie otrzymywała tradycyjne nauki od guwernanta. Później wraz z matką przeprowadziła się do Pekinu, gdzie pracował jej ojciec, a ona sama rozpoczęła formalną edukację. W dzieciństwie była znana ze swojego temperamentu, sprzeciwiła się tradycyjnemu krępowaniu stóp oraz zerwała zaręczyny zaaranżowane przez jej babkę. Jej rodzina odesłała ją do Tiencinu, gdzie uczęszczała do szkoły dla dziewcząt, prowadzonej przez dwie amerykańskie misjonarki, w której spędziła tylko kilka miesięcy, nieprzekonana do religijnego wychowania oraz nauk prowadzących kobiety do ról domowych.
W grudniu 1912 roku, po kilku miesiącach nauki francuskiego i angielskiego grupa dziewcząt ze szkoły, do której uczęszczała, wyjechała do Paryża, przez Syberię, jednak niepewne jest czy Zheng podróżowała razem z nimi. Według źródeł była w Paryżu od co najmniej wiosny 1914 roku. Przyjęła imię Soymay Tcheng i rozpoczęła naukę francuskiego na Sorbonie. Pozostała w Europie w czasie I wojny światowej. Ze względu na jej znajomość języka francuskiego, w 1919 roku została mianowana na stanowisko attaché chińskiej delegacji na konferencję pokojową w Paryżu w latach 1919–1920, gdzie była odpowiedzialna za bycie łącznikiem z prasą. W 1925 roku uzyskała doktorat z prawa z Uniwersytetu Paryskiego, gdzie obroniła pracę pod tytułem Le Mouvement constitutionnel en Chine. W tym czasie poznała również swojego przyszłego męża – Wei Daominga, który ukończył studia na tej samej uczelni w 1926 roku.
Po powrocie do Chin rozpoczęła karierę prawniczą, otwierając kancelarię prawną we francuskiej dzielnicy Szanghaju. Ze względu na jej doświadczenie z prawem europejskim szybko wypracowała sobie renomę w lokalnych strukturach prawnych. W 1927 roku Wang Chonghui, którego poznała w trakcie studiów w Paryżu, mianował ją zastępczynią sędziego Stałego Trybunału Sprawiedliwości Międzynarodowej w Hadze. Później została również mianowana przewodniczącą jednego z sądów we Koncesji Francuskiej w Szanghaju. Gdy w maju 1927 roku Wei Daoming został powołany na stanowisko sekretarza generalnego ministerstwa sprawiedliwości, zostali zmuszeni do zamknięcia swojej wspólnej kancelarii prawnej. Pobrali się w sierpniu 1927 roku.
W 1928 roku została wysłana jako przedstawicielka władz z Nankinu do Francji, gdzie miała za zadanie uzyskać pomoc francuskich władz w związku z szybko zmieniającą się sytuacją w Chinach. W trakcie podróży towarzyszył jej mąż, ponieważ Zheng była w ciąży (jej syn urodził się w maju 1928 roku w Paryżu). Po urodzinach syna powróciła do Chin przez Stany Zjednoczone. W listopadzie 1928 roku Hu Hanmin mianował ją członkinią Izby Ustawodawczej. Wspólnie z Song Meiling, żoną Czang Kaj-szeka, zostały jedynymi kobietami w organie. W Izbie zasiadała do 1931 roku. W tym czasie jej mąż był ministrem sprawiedliwości (w latach 1928–1929) oraz burmistrzem Nankinu (w latach 1930–1931). Została wybrana na jedną z pięciu członków komisji, która miała za zadanie przygotować tekst nowego kodeksu cywilnego. Zaproponowany przez komisję projekt został przyjęty przez rząd w 1931 roku.
Po 1931 powróciła do praktyki prawniczej w Szanghaju. Od 1931 do 1937 roku była dziekanem wydziału prawa Szanghajskiego Uniwersytetu Jiao Tong. W czerwcu 1941 roku Zheng wyruszyła wspólnie mężem do Francji, gdy ten został mianowany ambasadorem Chin w Paryżu (w kwietniu tego samego roku). Na pokładzie SS "President Madison" dotarli do San Francisco gdzie zdecydowali się zaczekać na dalsze instrukcje z kraju. W zimie 1941–1942 jej mąż pracował jako urzędnik w chińskiej ambasadzie w Waszyngtonie. We wrześniu 1942 roku zajął on stanowisko ambasadora (funkcję tę sprawował do 1945 roku). W tym czasie Zheng angażowała się w działania pomocowe. Była jedną z głównych organizatorek wizyty żony Czang Kaj-szeka w Stanach Zjednoczonych w 1943 roku.
Po zakończeniu II wojny światowej wraz z mężem powróciła do Chin, gdzie został on powołany na wiceprzewodniczącego parlamentu w 1946 roku. W 1947 roku została wybrana członkinią parlamentu, uzyskując drugi wynik spośród wszystkich kandydatów startujących z okręgu wyborczego obejmującego Szanghaj. Wiosną 1947 roku jej mąż został pierwszym cywilnym gubernatorem prowincji Tajwan, stanowisko to zajmował do maja 1948 roku, kiedy to został ponownie zastąpiony przez przedstawiciela wojska. Gdy rząd Republiki Chińskiej ewakuował się na Tajwan, Zheng wspólnie z mężem wyjechali do Stanów Zjednoczonych, po drodze odwiedzając Brazylię. Zamieszkali w Nowym Jorku, a później w południowej Kaliforni.

### Życie prywatne, pozostała działalność i śmierć
W 1921 roku wydała w Paryżu autobiografię pod tytułem Souvenirs d'enfance et de revolution, która opowiadała o jej wczesnej młodości. W 1943 roku w Stanach Zjednoczonych ukazała się jej druga autobiografia, zatytułowana My Revolutionary Years.
Zmarła 16 grudnia 1959 roku na raka.